# Levana
Levana (von lateinisch levare „aufheben“) war in der römischen Mythologie die Schutzgöttin der Neugeborenen.
Der Name ist dabei wortwörtlich zu nehmen, denn im alten Rom wurde dem Vater ein Neugeborenes vor seine Füße gelegt, wenn er nicht sicher war, ob das Kind wirklich von ihm war. Hob der Mann das Kind auf, erkannte er die Vaterschaft formell an. Daher wurde die Göttin Levana von den Müttern angefleht, damit ihr Ehemann das Ritual des levare durchführe.